# Ли, Дэниел (режиссёр)
Дэниэл Ли (кит. трад. 李仁港, пиньинь Lǐ Réngǎng) — гонконгский кинорежиссёр, сценарист, ассистент режиссёра и арт-директор.

## Фильмография

### Режиссёр
- What Price Survival (1994)
- Чёрная Маска (1996)
- ...Till Death Do Us Part (1998)
- Moonlight Express (1999)
- A Fighter's Blues (2000)
- Star Runner (2003)
- Dragon Squad (2005)
- Троецарствие: Возрождение дракона (2008)
- 14 клинков (2010)
- Хунмэньское празднество (2011)
- Меч дракона (2015)
- Налётчики во времени (2016)

### Сценарист
- What Price Survival (1994)
- Till Death Do Us Part (1998)
- Moonlight Express (1999)
- A Fighter's Blues (2000) (co-writer and story by)
- Star Runner (2003) (co-writer)
- Dragon Squad (2005) (co-writer)
- Троецарствие: Возрождение дракона (2008) (co-writer)
- Меч дракона (2015)

### Арт-директор
- Starry Is the Night (1988)
- The Revenge of Angel (1990)
- Bury Me High (1991)
- The Prince of Temple Street (1992)
- Lady Supercop (1993)
- What Price Survival (1994)
- Lover's Tears (1996)

### Ассистент Режиссёра
- Princess Fragrance (1987)